# ریتا پولستر
ریتا پولستر (فنلاندی: Rita Polster؛ زادهٔ ۲ فوریهٔ ۱۹۴۸) بازیگر اهل فنلاند است.
از فیلم‌هایی که وی در آن‌ها نقش داشته‌است، می‌توان به خانه در شب اشاره نمود.